# 2008 en musique classique
| \| • Retour à la chronologie générale de la musique classique • \| |
| Grèce • Rome • Haut Moyen Âge • VIIIe siècle • IXe siècle • Xe siècle • XIe siècle XIIe siècle • XIIIe siècle • XIVe siècle • XVe siècle • XVIe siècle • XVIIe siècle XVIIIe siècle • XIXe siècle • XXe siècle • XXIe siècle |
| • Retour à la chronologie générale de la musique classique • |

| Années en musique classique : 2005 - 2006 - 2007 - 2008 - 2009 - 2010 - 2011    |
| Décennies en musique classique : 1970 - 1980 - 1990 - 2000 - 2010 - 2020 - 2030 |

## Événements
- 6 septembre : dernier concert du Beaux Arts Trio à Lucerne.

### Créations
- 4 mai : Lady Sarashina, opéra de Péter Eötvös, créé à Lyon.
- 22 mai : These Words… pour orchestre à cordes et percussions d'Arvo Pärt, créé à Copenhague sous la direction de Tõnu Kaljuste.
- 29 juin : Passion, opéra de Pascal Dusapin, lors du Festival international d'art lyrique d'Aix-en-Provence.
- 2 juillet : The Fly de Howard Shore au Théâtre du Châtelet.
- 24 août : Anacoluthes de Michèle Reverdy, au Festival de Santander.
- 8 octobre : Charlie de Bruno Giner (texte Matin brun de Franck Pavloff) par l'ensemble Aleph, Festival Slowind de Lubjana

#### Date indéterminée
- Espérences pour orgue de Guy Leclercq.

### Fondations

#### Date indéterminée
- Fondation de l'Orchestra of the Music Makers.
- Fondation de l'ensemble Le Balcon à Paris.
- Fondation de l'ensemble de musique baroque allemand Concerto Melante à Berlin.
- Fondation du Concours international Arthur Grumiaux pour jeunes violonistes à Namur, Belgique

### Autres
- 1er janvier : concert du nouvel an de l'orchestre philharmonique de Vienne au Musikverein, dirigé par Georges Prêtre.

## Prix
- István Várdai (hu) (Hongrie) obtient le 1er prix de violoncelle du Concours international d'exécution musicale de Genève.
- David Afkham (Allemagne) obtient le 1er prix du Concours de direction Donatella Flick.
- Anne-Sophie Mutter reçoit le Prix Ernst von Siemens.
- Renée Fleming reçoit le Prix Polar Music.
- Kathryn Tickell reçoit la Queen's Medal for Music.
- Alfred Brendel reçoit le Prix musical Herbert von Karajan.
- Zubin Mehta reçoit le Praemium Imperiale.
- Arvo Pärt reçoit le Léonie Sonning Music Award.
- Martina Filjak obtient le 1er prix du Concours international de musique Maria Canals.
- Peter Lieberson reçoit le Grawemeyer Award pour Neruda Songs.
- Pascal Zavaro est lauréat du grand prix lycéen des compositeurs.
- Gerardo Gandini reçoit le Prix Tomás Luis de Victoria.
- Antònia Font reçoit le Prix national de musique de Catalogne.

## Décès

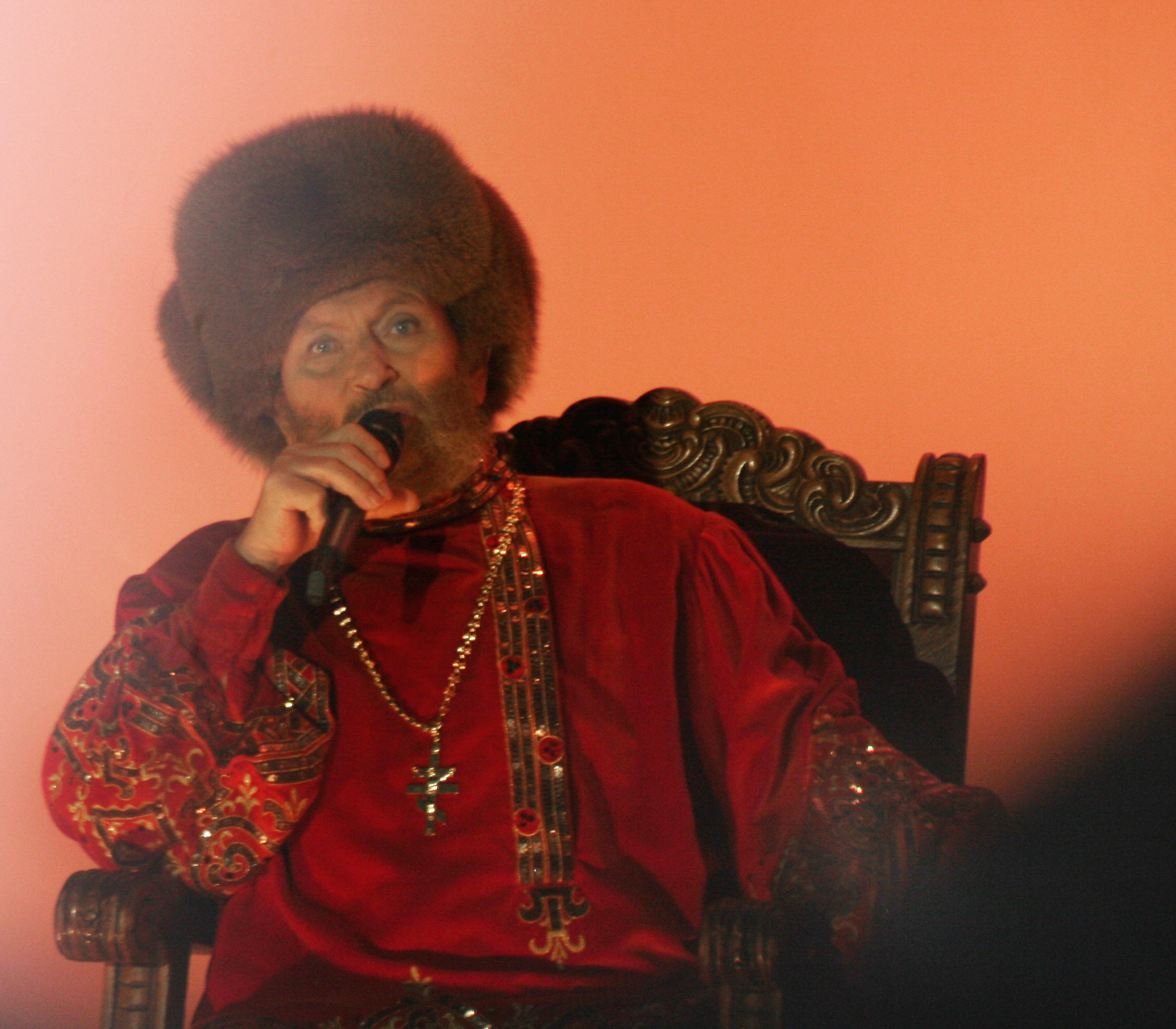
Ivan Rebroff

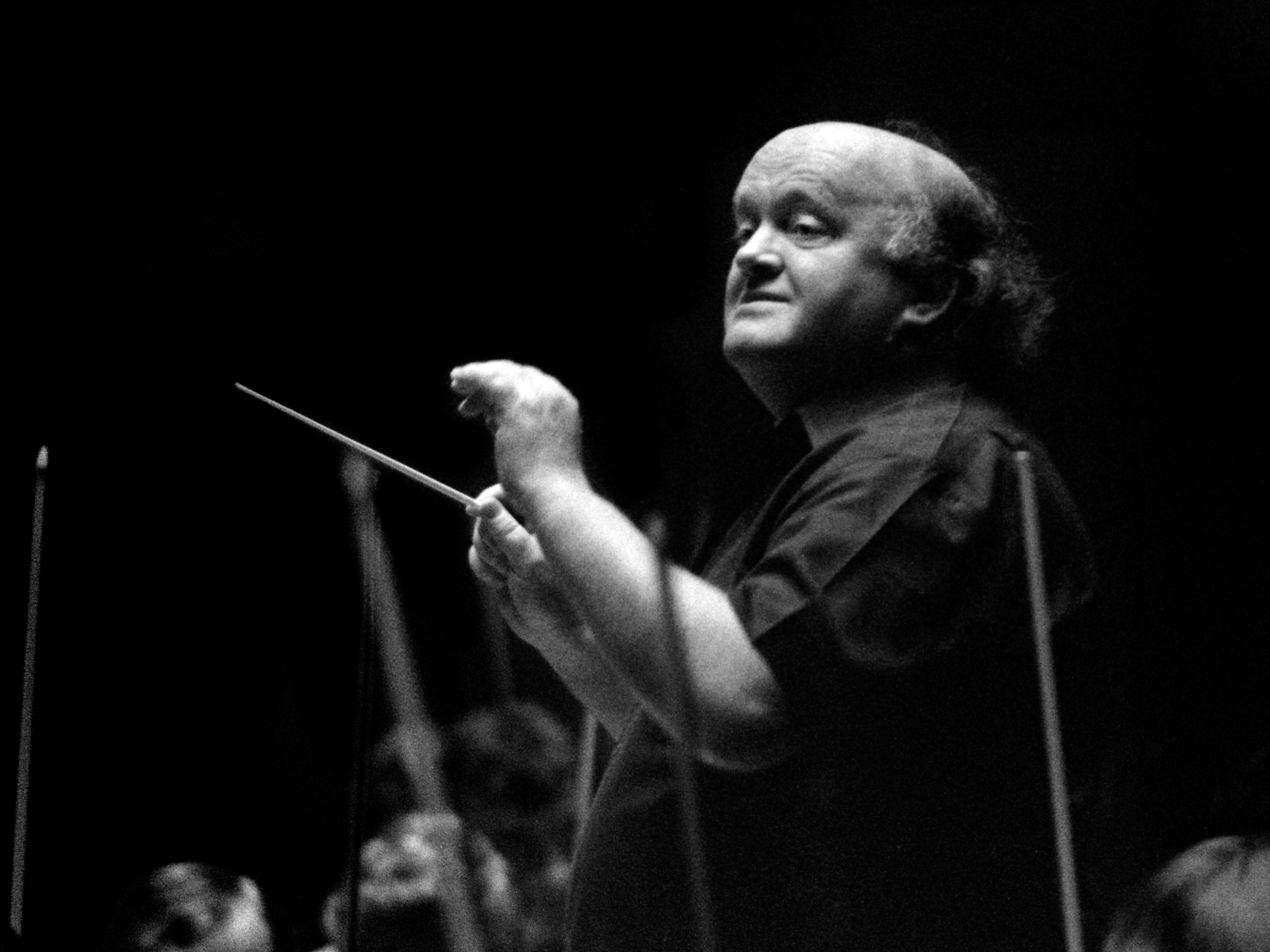
Horst Stein

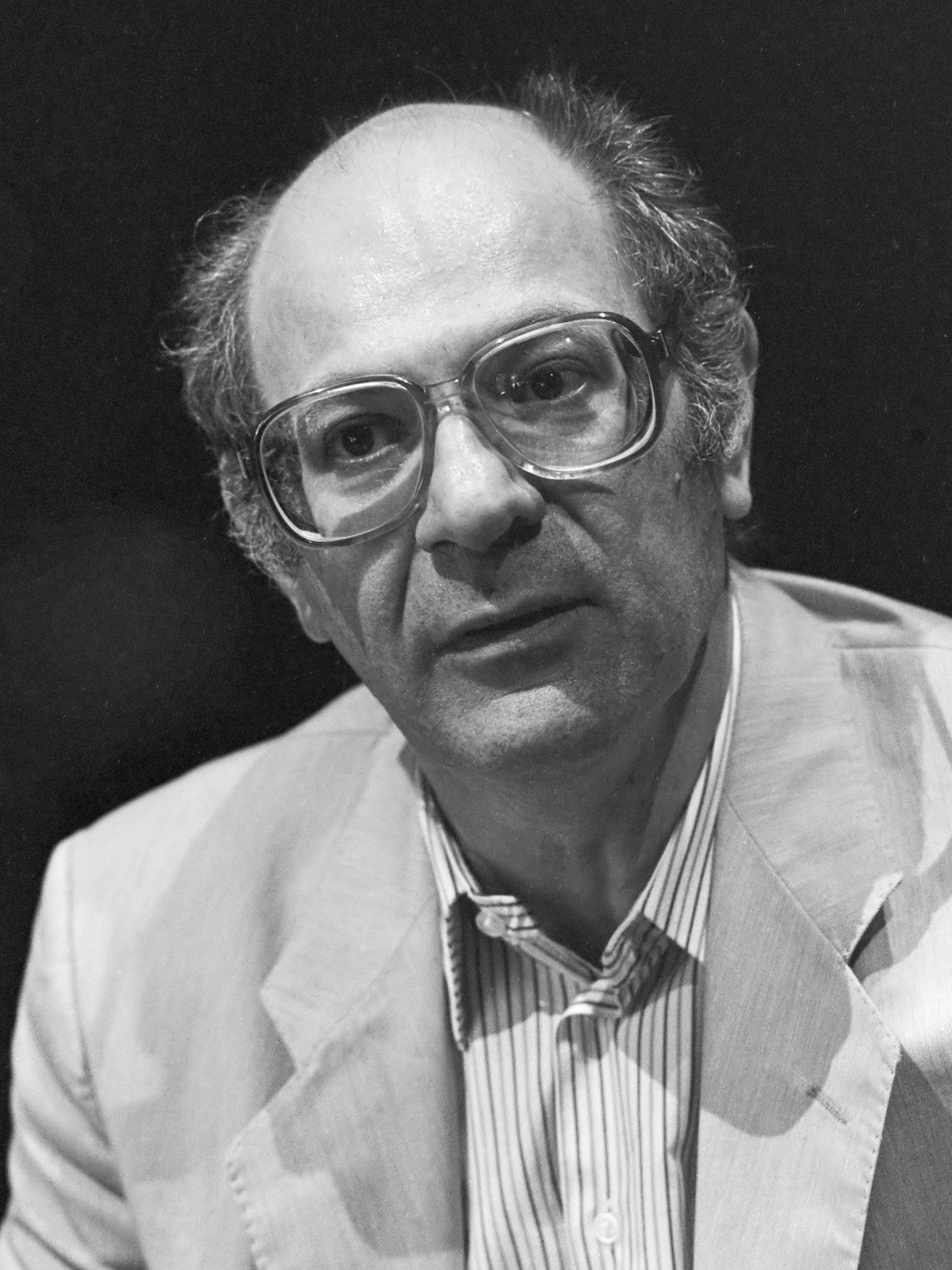
Mauricio Kagel

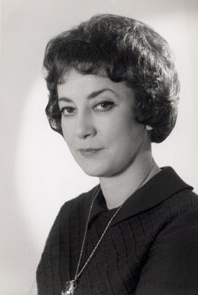
Jacqueline Eymar

- 7 janvier : Detlef Kraus, pianiste allemand (° 30 novembre 1919).
- 13 janvier : Sergueï Larine, ténor russe (° 9 mars 1956).
- 15 janvier : Eduardo Hontiveros, prêtre jésuite philippin, compositeur et musicien (° 20 décembre 1923).
- 23 janvier : René Bianco, baryton français (° 21 juin 1908).
- 10 février : Inga Nielsen, cantatrice soprano danoise (° 2 juin 1946).
- 13 février : Roger Voisin, trompettiste américain (° 26 juin 1918).
- 27 février : Ivan Rebroff, chanteur allemand (° 31 juillet 1931).
- 3 mars : Giuseppe Di Stefano, ténor italien (° 24 juillet 1921).
- 12 mars : Alun Hoddinott, compositeur britannique (° 11 août 1929).
- 2 avril : Jacques Bondon, compositeur français (° 6 décembre 1927).
- 14 avril : Thomas Friedli, clarinettiste suisse (° 30 juin 1946).
- 24 avril : Werner Thärichen, timbalier et compositeur allemand (° 4 février 1921).
- 26 avril : Henry Brant, compositeur américain (° 15 septembre 1913).
- 29 avril : Eta Tyrmand, compositrice biélorusse (° 23 février 1917).
- 6 mai : Gilbert Voisin, clarinettiste français (° 17 septembre 1921).
- 9 mai : Leyla Gencer, soprano turque (° 10 octobre 1928).
- 16 mai : Edson Elias, pianiste classique brésilien (° 11 février 1947).
- 28 mai : Gordon Lewin, saxophoniste, clarinettiste et compositeur britannique (° 1921).
- 18 juillet : Tauno Marttinen, compositeur finlandais (° 27 septembre 1912).
- 27 juillet : Horst Stein, chef d'orchestre allemand (° 2 mai 1928).
- 2 août : Tadashi Hattori, compositeur japonais (° 17 mars 1908).
- 4 août : Nicola Rescigno, chef d'orchestre italo-américain (° 28 mai 1916).
- 8 août : Joseph Gelineau, prêtre jésuite, compositeur et liturgiste français (° 31 octobre 1920).
- 10 août : Alexandre Slobodyanik, pianiste américain (° 5 septembre 1941).
- 21 août : Daniel Charles, musicien, musicologue et philosophe français (° 27 novembre 1935).
- 25 août :
  - Pehr Henrik Nordgren, compositeur finlandais (° 19 janvier 1944).
  - Josef Tal, compositeur israélien (° 18 septembre 1910).
- 7 septembre : Peter Glossop, baryton anglais (° 6 juillet 1928).
- 10 septembre : Vernon Handley, chef d'orchestre britannique (° 11 novembre 1930).
- 16 septembre : Andrei Volkonski, compositeur et claveciniste russe (° 14 février 1933).
- 18 septembre : Mauricio Kagel, compositeur, chef d'orchestre et metteur en scène argentin (° 24 décembre 1931).
- 25 septembre : 
  - Kees Otten, flûtiste néerlandais (° 28 novembre 1924).
  - Horatiu Radulescu, compositeur né à Bucarest et établi en France (° 7 janvier 1942).
- 3 octobre : Aurel Stroe, compositeur de musique contemporaine roumain († 5 mai 1932).
- 12 octobre : Hélène Calef, musicienne (° 1949).
- 19 octobre : Gianni Raimondi, ténor italien (° 17 avril 1923).
- 20 octobre : Pierre Sancan, pianiste, pédagogue et compositeur français (° 24 octobre 1916).
- 25 octobre : Muslim Magomayev, baryton et chanteur populaire azerbaïdjanais (° 17 août 1942).
- 26 octobre : Hélène Fortin, chanteuse soprano lyrique colorature canadienne-française (° 2 juillet 1959).
- 3 novembre : Jean Fournet, chef d'orchestre français (° 14 avril 1913).
- 9 novembre : Ljerko Spiller, violoniste, professeur de musique et chef d'orchestre (° 22 juillet 1908).
- 12 novembre : Serge Nigg, compositeur français (° 6 juin 1924).
- 15 novembre : Christel Goltz, soprano allemande (° 8 juillet 1912).
- 23 novembre : Richard Hickox, chef d'orchestre anglais (° 5 mars 1948).
- 24 novembre : 
  - Ryōhei Hirose, compositeur japonais (° 17 juillet 1930).
  - Goran Simic, chanteur serbe (° 14 octobre 1953).
- 30 novembre : Michel Boulnois, organiste et compositeur français (° 31 octobre 1907).
- 2 décembre : Renato de Grandis, compositeur et musicologue italien (° 24 octobre 1927).
- 4 décembre : Richard Van Allan, chanteur baryton-basse britannique (° 28 mai 1935).
- 6 décembre : 
  - Jacqueline Eymar, pianiste française (° 23 juin 1922).
  - Piotr Janowski, violoniste polonais (° 5 février 1951).
- 10 décembre : Henning Christiansen, compositeur danois (° 28 mai 1932).
- 17 décembre : Raymond Trouard, pianiste français (° 9 août 1916).